# バビンスキー反射

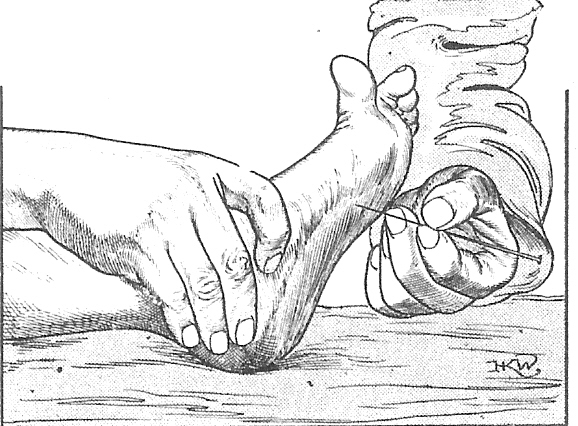
バビンスキー反射が現れた足

バビンスキー反射（英: Babinski reflex）は、脊髄を反射弓とする脊髄反射の1つだが、正常時には現れない病的反射である。自身の意志で随意的に足指を反らせない者に対しても反射が起こり得るため、錐体路障害を示唆するものとして信頼度が高い。バビンスキー反射の変法としてチャドック反射、オッペンハイム反射、ゴードン反射、シェーファー反射、ゴンダ反射、ストランスキー反射、マリー・フォア反射、マイヤー反射、ルリー徴候などがある。

## 概要

フランスの医師ジョゼフ・ババンスキー（Joseph Jules François Félix Babinski、1857年 - 1932年）によって発見された現象であり、バビンスキー反射が現れうるような刺激を与えたときの反応を総称して足底反射（plantar reflex）と言う。バビンスキー反射は異常な足底反射である。バビンスキー反射が現れる、つまりバビンスキー反射陽性のことをバビンスキー現象、バビンスキー徴候とも言う。
足裏の外側を踵から足指先にむけて針のようなものでゆっくりと強くこすり上げると、足の親指が足の甲（足背）の方にゆっくり曲がる（拇指現象）。この際、親指以外の四指は扇状に開くこともある（開扇現象）。
この一連の反射をバビンスキー反射といい、2歳未満の幼児には普通に見られる。年齢を重ねるにつれ足の指が足の裏側（足底）に曲がる（屈曲）反応になる、もしくは現れなくなるが、成長後もこの反射が見られると錐体路障害が疑われる。新生児の神経系異常を発見する検査としてこの反射の確認が幅広く行われている。また交通事故などにより後天的な錐体路障害が疑われる場合にもこの反射を確認する。
なお、健常者に同様の刺激を与えると足の指は逆方向、足底に向かって急速に屈曲しバビンスキー反射のように足背に向かって曲がることはない。